# Movistar Open 1996
Il Movistar Open 1996 è stato un torneo di tennis giocato sulla terra rossa.
È stata la 4ª edizione del Movistar Open, che fa parte della categoria World Series nell'ambito dell'ATP Tour 1996.
Si è giocato a Santiago in Cile, dal 4 all'11 novembre 1996.

## Campioni

### Singolare
Hernán Gumy ha battuto in finale  Marcelo Ríos con il punteggio di 6–4, 7–5

### Doppio
Fernando Meligeni /  Gustavo Kuerten hanno battuto in finale  Dinu Pescariu /  Albert Portas con il punteggio di 6–4, 6–2